# Żywie Biełaruś! (motto)
Żywie Biełaruś! (biał. Жыве Беларусь! Žyvie Bielaruś!) to patriotyczne motto narodowe Białorusi, popularne wśród członków białoruskiej opozycji demokratycznej i nacjonalistów oraz członków białoruskiej diaspory.
Hasło to ma na celu rozbudzenie w narodzie aktywności obywatelskiej, a także konsolidację narodu białoruskiego w obronie wolności i niepodległości swojego kraju, języka i kultury narodowej.

## Historia
Białoruski poeta Janka Kupała zakończył swój wiersz tworzony w latach 1905 – 1907 wersem „Oto krzyk, że Białoruś żyje (Heta kryk, što žyvie Bielaruś)”.
W grudniu 1917 r. na I Zjeździe Wszechbiałoruskim wywieszono flagę z napisem „Niech żyje wolna Białoruś! (Niechaj žyvie voĺnaja Bielaruś!)”.
Hasło widnieje też w logo jednej z głównych gazet państwowych „Narodnaja Gazeta”. Mimo to publiczne wykrzykiwanie hasła na demonstracjach często kończy się aresztowaniami.
Dewiza ta była szeroko używana przez przeciwników prezydenta Aleksandra Łukaszenki, zarówno na Białorusi, jak i poza nią, podczas białoruskich protestów w 2020 roku.